# Бессмертная польская партия
Бессмертная польская партия (пол. Polska partia nieśmiertelna) — название, которое с лёгкой руки Савелия Тартаковера закрепилось в шахматной литературе за шахматной партией Глюксберг — М. Найдорф, сыгранной в 1930 году в Варшаве. Названа так по аналогии с «бессмертной партией» середины XIX века. В «бессмертной польской партии» будущий гроссмейстер Мечислав Найдорф пожертвовал все четыре лёгкие фигуры, заманил короля соперника в центр шахматной доски и заматовал пешкой.
Партию, скорее всего, сыграли в январе 1930 года в турнире II категории Варшавского общества любителей шахматной игры.
Некоторые источники подают партию как сыгранную в 1928 или 1935 году, а фамилию соперника Найдорфа пишут Гликсберг (так напечатано, например, в одной из первых упоминаний о партии в газете «Варшавский курьер» в 1930 году). Сам Найдорф в блицинтервью во время «Матча века» 1970 г. утверждал, что партия была сыграна «в первенстве Польши в 1928 году» и называл своего противника Гликсбергом. Среди причин разночтений может быть то, что в польском языке ü обычно читается как и, а в 1929 году в Лодзи Найдорф действительно играл с Гликсбергом. Дата 1935 появилась, вероятно, благодаря Тартаковеру, автору названия «бессмертная польская партия», который в 1935 напечатал партию Глюксберг — Найдорф в «Wiener Schachzeitung» с текстом «Gespielt in einem Turnier zu Warschau 1935» (с нем. — «Сыграна на турнире в Варшаве в 1935 году»).

## Партия с комментариями
Глюксберг — М. Найдорф, Варшава 1930 (Голландская защита A85)
Комментарии М. Найдорфа:
|   | a | b | c | d | e | f | g | h |   |
| - | --- | --- | --- | --- | --- | --- | --- | --- | - |
| 8 | a8 чёрная ладья · c8 чёрный слон · f8 чёрная ладья · g8 чёрный король · a7 чёрная пешка · b7 чёрная пешка · d7 чёрный конь · g7 чёрная пешка · h7 чёрная пешка · c6 чёрная пешка · e6 чёрная пешка · d5 чёрная пешка · f5 чёрная пешка · g5 белый конь · h5 чёрный ферзь · c4 белая пешка · d4 белая пешка · f4 белая пешка · g4 чёрный конь · d3 белый слон · e3 белая пешка · g3 белая пешка · a2 белая пешка · b2 белая пешка · e2 белый конь · g2 белый король · h2 чёрный слон · a1 белая ладья · c1 белый слон · d1 белый ферзь · f1 белая ладья | a8 чёрная ладья · c8 чёрный слон · f8 чёрная ладья · g8 чёрный король · a7 чёрная пешка · b7 чёрная пешка · d7 чёрный конь · g7 чёрная пешка · h7 чёрная пешка · c6 чёрная пешка · e6 чёрная пешка · d5 чёрная пешка · f5 чёрная пешка · g5 белый конь · h5 чёрный ферзь · c4 белая пешка · d4 белая пешка · f4 белая пешка · g4 чёрный конь · d3 белый слон · e3 белая пешка · g3 белая пешка · a2 белая пешка · b2 белая пешка · e2 белый конь · g2 белый король · h2 чёрный слон · a1 белая ладья · c1 белый слон · d1 белый ферзь · f1 белая ладья | a8 чёрная ладья · c8 чёрный слон · f8 чёрная ладья · g8 чёрный король · a7 чёрная пешка · b7 чёрная пешка · d7 чёрный конь · g7 чёрная пешка · h7 чёрная пешка · c6 чёрная пешка · e6 чёрная пешка · d5 чёрная пешка · f5 чёрная пешка · g5 белый конь · h5 чёрный ферзь · c4 белая пешка · d4 белая пешка · f4 белая пешка · g4 чёрный конь · d3 белый слон · e3 белая пешка · g3 белая пешка · a2 белая пешка · b2 белая пешка · e2 белый конь · g2 белый король · h2 чёрный слон · a1 белая ладья · c1 белый слон · d1 белый ферзь · f1 белая ладья | a8 чёрная ладья · c8 чёрный слон · f8 чёрная ладья · g8 чёрный король · a7 чёрная пешка · b7 чёрная пешка · d7 чёрный конь · g7 чёрная пешка · h7 чёрная пешка · c6 чёрная пешка · e6 чёрная пешка · d5 чёрная пешка · f5 чёрная пешка · g5 белый конь · h5 чёрный ферзь · c4 белая пешка · d4 белая пешка · f4 белая пешка · g4 чёрный конь · d3 белый слон · e3 белая пешка · g3 белая пешка · a2 белая пешка · b2 белая пешка · e2 белый конь · g2 белый король · h2 чёрный слон · a1 белая ладья · c1 белый слон · d1 белый ферзь · f1 белая ладья | a8 чёрная ладья · c8 чёрный слон · f8 чёрная ладья · g8 чёрный король · a7 чёрная пешка · b7 чёрная пешка · d7 чёрный конь · g7 чёрная пешка · h7 чёрная пешка · c6 чёрная пешка · e6 чёрная пешка · d5 чёрная пешка · f5 чёрная пешка · g5 белый конь · h5 чёрный ферзь · c4 белая пешка · d4 белая пешка · f4 белая пешка · g4 чёрный конь · d3 белый слон · e3 белая пешка · g3 белая пешка · a2 белая пешка · b2 белая пешка · e2 белый конь · g2 белый король · h2 чёрный слон · a1 белая ладья · c1 белый слон · d1 белый ферзь · f1 белая ладья | a8 чёрная ладья · c8 чёрный слон · f8 чёрная ладья · g8 чёрный король · a7 чёрная пешка · b7 чёрная пешка · d7 чёрный конь · g7 чёрная пешка · h7 чёрная пешка · c6 чёрная пешка · e6 чёрная пешка · d5 чёрная пешка · f5 чёрная пешка · g5 белый конь · h5 чёрный ферзь · c4 белая пешка · d4 белая пешка · f4 белая пешка · g4 чёрный конь · d3 белый слон · e3 белая пешка · g3 белая пешка · a2 белая пешка · b2 белая пешка · e2 белый конь · g2 белый король · h2 чёрный слон · a1 белая ладья · c1 белый слон · d1 белый ферзь · f1 белая ладья | a8 чёрная ладья · c8 чёрный слон · f8 чёрная ладья · g8 чёрный король · a7 чёрная пешка · b7 чёрная пешка · d7 чёрный конь · g7 чёрная пешка · h7 чёрная пешка · c6 чёрная пешка · e6 чёрная пешка · d5 чёрная пешка · f5 чёрная пешка · g5 белый конь · h5 чёрный ферзь · c4 белая пешка · d4 белая пешка · f4 белая пешка · g4 чёрный конь · d3 белый слон · e3 белая пешка · g3 белая пешка · a2 белая пешка · b2 белая пешка · e2 белый конь · g2 белый король · h2 чёрный слон · a1 белая ладья · c1 белый слон · d1 белый ферзь · f1 белая ладья | a8 чёрная ладья · c8 чёрный слон · f8 чёрная ладья · g8 чёрный король · a7 чёрная пешка · b7 чёрная пешка · d7 чёрный конь · g7 чёрная пешка · h7 чёрная пешка · c6 чёрная пешка · e6 чёрная пешка · d5 чёрная пешка · f5 чёрная пешка · g5 белый конь · h5 чёрный ферзь · c4 белая пешка · d4 белая пешка · f4 белая пешка · g4 чёрный конь · d3 белый слон · e3 белая пешка · g3 белая пешка · a2 белая пешка · b2 белая пешка · e2 белый конь · g2 белый король · h2 чёрный слон · a1 белая ладья · c1 белый слон · d1 белый ферзь · f1 белая ладья | 8 |
| 7 | a8 чёрная ладья · c8 чёрный слон · f8 чёрная ладья · g8 чёрный король · a7 чёрная пешка · b7 чёрная пешка · d7 чёрный конь · g7 чёрная пешка · h7 чёрная пешка · c6 чёрная пешка · e6 чёрная пешка · d5 чёрная пешка · f5 чёрная пешка · g5 белый конь · h5 чёрный ферзь · c4 белая пешка · d4 белая пешка · f4 белая пешка · g4 чёрный конь · d3 белый слон · e3 белая пешка · g3 белая пешка · a2 белая пешка · b2 белая пешка · e2 белый конь · g2 белый король · h2 чёрный слон · a1 белая ладья · c1 белый слон · d1 белый ферзь · f1 белая ладья | a8 чёрная ладья · c8 чёрный слон · f8 чёрная ладья · g8 чёрный король · a7 чёрная пешка · b7 чёрная пешка · d7 чёрный конь · g7 чёрная пешка · h7 чёрная пешка · c6 чёрная пешка · e6 чёрная пешка · d5 чёрная пешка · f5 чёрная пешка · g5 белый конь · h5 чёрный ферзь · c4 белая пешка · d4 белая пешка · f4 белая пешка · g4 чёрный конь · d3 белый слон · e3 белая пешка · g3 белая пешка · a2 белая пешка · b2 белая пешка · e2 белый конь · g2 белый король · h2 чёрный слон · a1 белая ладья · c1 белый слон · d1 белый ферзь · f1 белая ладья | a8 чёрная ладья · c8 чёрный слон · f8 чёрная ладья · g8 чёрный король · a7 чёрная пешка · b7 чёрная пешка · d7 чёрный конь · g7 чёрная пешка · h7 чёрная пешка · c6 чёрная пешка · e6 чёрная пешка · d5 чёрная пешка · f5 чёрная пешка · g5 белый конь · h5 чёрный ферзь · c4 белая пешка · d4 белая пешка · f4 белая пешка · g4 чёрный конь · d3 белый слон · e3 белая пешка · g3 белая пешка · a2 белая пешка · b2 белая пешка · e2 белый конь · g2 белый король · h2 чёрный слон · a1 белая ладья · c1 белый слон · d1 белый ферзь · f1 белая ладья | a8 чёрная ладья · c8 чёрный слон · f8 чёрная ладья · g8 чёрный король · a7 чёрная пешка · b7 чёрная пешка · d7 чёрный конь · g7 чёрная пешка · h7 чёрная пешка · c6 чёрная пешка · e6 чёрная пешка · d5 чёрная пешка · f5 чёрная пешка · g5 белый конь · h5 чёрный ферзь · c4 белая пешка · d4 белая пешка · f4 белая пешка · g4 чёрный конь · d3 белый слон · e3 белая пешка · g3 белая пешка · a2 белая пешка · b2 белая пешка · e2 белый конь · g2 белый король · h2 чёрный слон · a1 белая ладья · c1 белый слон · d1 белый ферзь · f1 белая ладья | a8 чёрная ладья · c8 чёрный слон · f8 чёрная ладья · g8 чёрный король · a7 чёрная пешка · b7 чёрная пешка · d7 чёрный конь · g7 чёрная пешка · h7 чёрная пешка · c6 чёрная пешка · e6 чёрная пешка · d5 чёрная пешка · f5 чёрная пешка · g5 белый конь · h5 чёрный ферзь · c4 белая пешка · d4 белая пешка · f4 белая пешка · g4 чёрный конь · d3 белый слон · e3 белая пешка · g3 белая пешка · a2 белая пешка · b2 белая пешка · e2 белый конь · g2 белый король · h2 чёрный слон · a1 белая ладья · c1 белый слон · d1 белый ферзь · f1 белая ладья | a8 чёрная ладья · c8 чёрный слон · f8 чёрная ладья · g8 чёрный король · a7 чёрная пешка · b7 чёрная пешка · d7 чёрный конь · g7 чёрная пешка · h7 чёрная пешка · c6 чёрная пешка · e6 чёрная пешка · d5 чёрная пешка · f5 чёрная пешка · g5 белый конь · h5 чёрный ферзь · c4 белая пешка · d4 белая пешка · f4 белая пешка · g4 чёрный конь · d3 белый слон · e3 белая пешка · g3 белая пешка · a2 белая пешка · b2 белая пешка · e2 белый конь · g2 белый король · h2 чёрный слон · a1 белая ладья · c1 белый слон · d1 белый ферзь · f1 белая ладья | a8 чёрная ладья · c8 чёрный слон · f8 чёрная ладья · g8 чёрный король · a7 чёрная пешка · b7 чёрная пешка · d7 чёрный конь · g7 чёрная пешка · h7 чёрная пешка · c6 чёрная пешка · e6 чёрная пешка · d5 чёрная пешка · f5 чёрная пешка · g5 белый конь · h5 чёрный ферзь · c4 белая пешка · d4 белая пешка · f4 белая пешка · g4 чёрный конь · d3 белый слон · e3 белая пешка · g3 белая пешка · a2 белая пешка · b2 белая пешка · e2 белый конь · g2 белый король · h2 чёрный слон · a1 белая ладья · c1 белый слон · d1 белый ферзь · f1 белая ладья | a8 чёрная ладья · c8 чёрный слон · f8 чёрная ладья · g8 чёрный король · a7 чёрная пешка · b7 чёрная пешка · d7 чёрный конь · g7 чёрная пешка · h7 чёрная пешка · c6 чёрная пешка · e6 чёрная пешка · d5 чёрная пешка · f5 чёрная пешка · g5 белый конь · h5 чёрный ферзь · c4 белая пешка · d4 белая пешка · f4 белая пешка · g4 чёрный конь · d3 белый слон · e3 белая пешка · g3 белая пешка · a2 белая пешка · b2 белая пешка · e2 белый конь · g2 белый король · h2 чёрный слон · a1 белая ладья · c1 белый слон · d1 белый ферзь · f1 белая ладья | 7 |
| 6 | a8 чёрная ладья · c8 чёрный слон · f8 чёрная ладья · g8 чёрный король · a7 чёрная пешка · b7 чёрная пешка · d7 чёрный конь · g7 чёрная пешка · h7 чёрная пешка · c6 чёрная пешка · e6 чёрная пешка · d5 чёрная пешка · f5 чёрная пешка · g5 белый конь · h5 чёрный ферзь · c4 белая пешка · d4 белая пешка · f4 белая пешка · g4 чёрный конь · d3 белый слон · e3 белая пешка · g3 белая пешка · a2 белая пешка · b2 белая пешка · e2 белый конь · g2 белый король · h2 чёрный слон · a1 белая ладья · c1 белый слон · d1 белый ферзь · f1 белая ладья | a8 чёрная ладья · c8 чёрный слон · f8 чёрная ладья · g8 чёрный король · a7 чёрная пешка · b7 чёрная пешка · d7 чёрный конь · g7 чёрная пешка · h7 чёрная пешка · c6 чёрная пешка · e6 чёрная пешка · d5 чёрная пешка · f5 чёрная пешка · g5 белый конь · h5 чёрный ферзь · c4 белая пешка · d4 белая пешка · f4 белая пешка · g4 чёрный конь · d3 белый слон · e3 белая пешка · g3 белая пешка · a2 белая пешка · b2 белая пешка · e2 белый конь · g2 белый король · h2 чёрный слон · a1 белая ладья · c1 белый слон · d1 белый ферзь · f1 белая ладья | a8 чёрная ладья · c8 чёрный слон · f8 чёрная ладья · g8 чёрный король · a7 чёрная пешка · b7 чёрная пешка · d7 чёрный конь · g7 чёрная пешка · h7 чёрная пешка · c6 чёрная пешка · e6 чёрная пешка · d5 чёрная пешка · f5 чёрная пешка · g5 белый конь · h5 чёрный ферзь · c4 белая пешка · d4 белая пешка · f4 белая пешка · g4 чёрный конь · d3 белый слон · e3 белая пешка · g3 белая пешка · a2 белая пешка · b2 белая пешка · e2 белый конь · g2 белый король · h2 чёрный слон · a1 белая ладья · c1 белый слон · d1 белый ферзь · f1 белая ладья | a8 чёрная ладья · c8 чёрный слон · f8 чёрная ладья · g8 чёрный король · a7 чёрная пешка · b7 чёрная пешка · d7 чёрный конь · g7 чёрная пешка · h7 чёрная пешка · c6 чёрная пешка · e6 чёрная пешка · d5 чёрная пешка · f5 чёрная пешка · g5 белый конь · h5 чёрный ферзь · c4 белая пешка · d4 белая пешка · f4 белая пешка · g4 чёрный конь · d3 белый слон · e3 белая пешка · g3 белая пешка · a2 белая пешка · b2 белая пешка · e2 белый конь · g2 белый король · h2 чёрный слон · a1 белая ладья · c1 белый слон · d1 белый ферзь · f1 белая ладья | a8 чёрная ладья · c8 чёрный слон · f8 чёрная ладья · g8 чёрный король · a7 чёрная пешка · b7 чёрная пешка · d7 чёрный конь · g7 чёрная пешка · h7 чёрная пешка · c6 чёрная пешка · e6 чёрная пешка · d5 чёрная пешка · f5 чёрная пешка · g5 белый конь · h5 чёрный ферзь · c4 белая пешка · d4 белая пешка · f4 белая пешка · g4 чёрный конь · d3 белый слон · e3 белая пешка · g3 белая пешка · a2 белая пешка · b2 белая пешка · e2 белый конь · g2 белый король · h2 чёрный слон · a1 белая ладья · c1 белый слон · d1 белый ферзь · f1 белая ладья | a8 чёрная ладья · c8 чёрный слон · f8 чёрная ладья · g8 чёрный король · a7 чёрная пешка · b7 чёрная пешка · d7 чёрный конь · g7 чёрная пешка · h7 чёрная пешка · c6 чёрная пешка · e6 чёрная пешка · d5 чёрная пешка · f5 чёрная пешка · g5 белый конь · h5 чёрный ферзь · c4 белая пешка · d4 белая пешка · f4 белая пешка · g4 чёрный конь · d3 белый слон · e3 белая пешка · g3 белая пешка · a2 белая пешка · b2 белая пешка · e2 белый конь · g2 белый король · h2 чёрный слон · a1 белая ладья · c1 белый слон · d1 белый ферзь · f1 белая ладья | a8 чёрная ладья · c8 чёрный слон · f8 чёрная ладья · g8 чёрный король · a7 чёрная пешка · b7 чёрная пешка · d7 чёрный конь · g7 чёрная пешка · h7 чёрная пешка · c6 чёрная пешка · e6 чёрная пешка · d5 чёрная пешка · f5 чёрная пешка · g5 белый конь · h5 чёрный ферзь · c4 белая пешка · d4 белая пешка · f4 белая пешка · g4 чёрный конь · d3 белый слон · e3 белая пешка · g3 белая пешка · a2 белая пешка · b2 белая пешка · e2 белый конь · g2 белый король · h2 чёрный слон · a1 белая ладья · c1 белый слон · d1 белый ферзь · f1 белая ладья | a8 чёрная ладья · c8 чёрный слон · f8 чёрная ладья · g8 чёрный король · a7 чёрная пешка · b7 чёрная пешка · d7 чёрный конь · g7 чёрная пешка · h7 чёрная пешка · c6 чёрная пешка · e6 чёрная пешка · d5 чёрная пешка · f5 чёрная пешка · g5 белый конь · h5 чёрный ферзь · c4 белая пешка · d4 белая пешка · f4 белая пешка · g4 чёрный конь · d3 белый слон · e3 белая пешка · g3 белая пешка · a2 белая пешка · b2 белая пешка · e2 белый конь · g2 белый король · h2 чёрный слон · a1 белая ладья · c1 белый слон · d1 белый ферзь · f1 белая ладья | 6 |
| 5 | a8 чёрная ладья · c8 чёрный слон · f8 чёрная ладья · g8 чёрный король · a7 чёрная пешка · b7 чёрная пешка · d7 чёрный конь · g7 чёрная пешка · h7 чёрная пешка · c6 чёрная пешка · e6 чёрная пешка · d5 чёрная пешка · f5 чёрная пешка · g5 белый конь · h5 чёрный ферзь · c4 белая пешка · d4 белая пешка · f4 белая пешка · g4 чёрный конь · d3 белый слон · e3 белая пешка · g3 белая пешка · a2 белая пешка · b2 белая пешка · e2 белый конь · g2 белый король · h2 чёрный слон · a1 белая ладья · c1 белый слон · d1 белый ферзь · f1 белая ладья | a8 чёрная ладья · c8 чёрный слон · f8 чёрная ладья · g8 чёрный король · a7 чёрная пешка · b7 чёрная пешка · d7 чёрный конь · g7 чёрная пешка · h7 чёрная пешка · c6 чёрная пешка · e6 чёрная пешка · d5 чёрная пешка · f5 чёрная пешка · g5 белый конь · h5 чёрный ферзь · c4 белая пешка · d4 белая пешка · f4 белая пешка · g4 чёрный конь · d3 белый слон · e3 белая пешка · g3 белая пешка · a2 белая пешка · b2 белая пешка · e2 белый конь · g2 белый король · h2 чёрный слон · a1 белая ладья · c1 белый слон · d1 белый ферзь · f1 белая ладья | a8 чёрная ладья · c8 чёрный слон · f8 чёрная ладья · g8 чёрный король · a7 чёрная пешка · b7 чёрная пешка · d7 чёрный конь · g7 чёрная пешка · h7 чёрная пешка · c6 чёрная пешка · e6 чёрная пешка · d5 чёрная пешка · f5 чёрная пешка · g5 белый конь · h5 чёрный ферзь · c4 белая пешка · d4 белая пешка · f4 белая пешка · g4 чёрный конь · d3 белый слон · e3 белая пешка · g3 белая пешка · a2 белая пешка · b2 белая пешка · e2 белый конь · g2 белый король · h2 чёрный слон · a1 белая ладья · c1 белый слон · d1 белый ферзь · f1 белая ладья | a8 чёрная ладья · c8 чёрный слон · f8 чёрная ладья · g8 чёрный король · a7 чёрная пешка · b7 чёрная пешка · d7 чёрный конь · g7 чёрная пешка · h7 чёрная пешка · c6 чёрная пешка · e6 чёрная пешка · d5 чёрная пешка · f5 чёрная пешка · g5 белый конь · h5 чёрный ферзь · c4 белая пешка · d4 белая пешка · f4 белая пешка · g4 чёрный конь · d3 белый слон · e3 белая пешка · g3 белая пешка · a2 белая пешка · b2 белая пешка · e2 белый конь · g2 белый король · h2 чёрный слон · a1 белая ладья · c1 белый слон · d1 белый ферзь · f1 белая ладья | a8 чёрная ладья · c8 чёрный слон · f8 чёрная ладья · g8 чёрный король · a7 чёрная пешка · b7 чёрная пешка · d7 чёрный конь · g7 чёрная пешка · h7 чёрная пешка · c6 чёрная пешка · e6 чёрная пешка · d5 чёрная пешка · f5 чёрная пешка · g5 белый конь · h5 чёрный ферзь · c4 белая пешка · d4 белая пешка · f4 белая пешка · g4 чёрный конь · d3 белый слон · e3 белая пешка · g3 белая пешка · a2 белая пешка · b2 белая пешка · e2 белый конь · g2 белый король · h2 чёрный слон · a1 белая ладья · c1 белый слон · d1 белый ферзь · f1 белая ладья | a8 чёрная ладья · c8 чёрный слон · f8 чёрная ладья · g8 чёрный король · a7 чёрная пешка · b7 чёрная пешка · d7 чёрный конь · g7 чёрная пешка · h7 чёрная пешка · c6 чёрная пешка · e6 чёрная пешка · d5 чёрная пешка · f5 чёрная пешка · g5 белый конь · h5 чёрный ферзь · c4 белая пешка · d4 белая пешка · f4 белая пешка · g4 чёрный конь · d3 белый слон · e3 белая пешка · g3 белая пешка · a2 белая пешка · b2 белая пешка · e2 белый конь · g2 белый король · h2 чёрный слон · a1 белая ладья · c1 белый слон · d1 белый ферзь · f1 белая ладья | a8 чёрная ладья · c8 чёрный слон · f8 чёрная ладья · g8 чёрный король · a7 чёрная пешка · b7 чёрная пешка · d7 чёрный конь · g7 чёрная пешка · h7 чёрная пешка · c6 чёрная пешка · e6 чёрная пешка · d5 чёрная пешка · f5 чёрная пешка · g5 белый конь · h5 чёрный ферзь · c4 белая пешка · d4 белая пешка · f4 белая пешка · g4 чёрный конь · d3 белый слон · e3 белая пешка · g3 белая пешка · a2 белая пешка · b2 белая пешка · e2 белый конь · g2 белый король · h2 чёрный слон · a1 белая ладья · c1 белый слон · d1 белый ферзь · f1 белая ладья | a8 чёрная ладья · c8 чёрный слон · f8 чёрная ладья · g8 чёрный король · a7 чёрная пешка · b7 чёрная пешка · d7 чёрный конь · g7 чёрная пешка · h7 чёрная пешка · c6 чёрная пешка · e6 чёрная пешка · d5 чёрная пешка · f5 чёрная пешка · g5 белый конь · h5 чёрный ферзь · c4 белая пешка · d4 белая пешка · f4 белая пешка · g4 чёрный конь · d3 белый слон · e3 белая пешка · g3 белая пешка · a2 белая пешка · b2 белая пешка · e2 белый конь · g2 белый король · h2 чёрный слон · a1 белая ладья · c1 белый слон · d1 белый ферзь · f1 белая ладья | 5 |
| 4 | a8 чёрная ладья · c8 чёрный слон · f8 чёрная ладья · g8 чёрный король · a7 чёрная пешка · b7 чёрная пешка · d7 чёрный конь · g7 чёрная пешка · h7 чёрная пешка · c6 чёрная пешка · e6 чёрная пешка · d5 чёрная пешка · f5 чёрная пешка · g5 белый конь · h5 чёрный ферзь · c4 белая пешка · d4 белая пешка · f4 белая пешка · g4 чёрный конь · d3 белый слон · e3 белая пешка · g3 белая пешка · a2 белая пешка · b2 белая пешка · e2 белый конь · g2 белый король · h2 чёрный слон · a1 белая ладья · c1 белый слон · d1 белый ферзь · f1 белая ладья | a8 чёрная ладья · c8 чёрный слон · f8 чёрная ладья · g8 чёрный король · a7 чёрная пешка · b7 чёрная пешка · d7 чёрный конь · g7 чёрная пешка · h7 чёрная пешка · c6 чёрная пешка · e6 чёрная пешка · d5 чёрная пешка · f5 чёрная пешка · g5 белый конь · h5 чёрный ферзь · c4 белая пешка · d4 белая пешка · f4 белая пешка · g4 чёрный конь · d3 белый слон · e3 белая пешка · g3 белая пешка · a2 белая пешка · b2 белая пешка · e2 белый конь · g2 белый король · h2 чёрный слон · a1 белая ладья · c1 белый слон · d1 белый ферзь · f1 белая ладья | a8 чёрная ладья · c8 чёрный слон · f8 чёрная ладья · g8 чёрный король · a7 чёрная пешка · b7 чёрная пешка · d7 чёрный конь · g7 чёрная пешка · h7 чёрная пешка · c6 чёрная пешка · e6 чёрная пешка · d5 чёрная пешка · f5 чёрная пешка · g5 белый конь · h5 чёрный ферзь · c4 белая пешка · d4 белая пешка · f4 белая пешка · g4 чёрный конь · d3 белый слон · e3 белая пешка · g3 белая пешка · a2 белая пешка · b2 белая пешка · e2 белый конь · g2 белый король · h2 чёрный слон · a1 белая ладья · c1 белый слон · d1 белый ферзь · f1 белая ладья | a8 чёрная ладья · c8 чёрный слон · f8 чёрная ладья · g8 чёрный король · a7 чёрная пешка · b7 чёрная пешка · d7 чёрный конь · g7 чёрная пешка · h7 чёрная пешка · c6 чёрная пешка · e6 чёрная пешка · d5 чёрная пешка · f5 чёрная пешка · g5 белый конь · h5 чёрный ферзь · c4 белая пешка · d4 белая пешка · f4 белая пешка · g4 чёрный конь · d3 белый слон · e3 белая пешка · g3 белая пешка · a2 белая пешка · b2 белая пешка · e2 белый конь · g2 белый король · h2 чёрный слон · a1 белая ладья · c1 белый слон · d1 белый ферзь · f1 белая ладья | a8 чёрная ладья · c8 чёрный слон · f8 чёрная ладья · g8 чёрный король · a7 чёрная пешка · b7 чёрная пешка · d7 чёрный конь · g7 чёрная пешка · h7 чёрная пешка · c6 чёрная пешка · e6 чёрная пешка · d5 чёрная пешка · f5 чёрная пешка · g5 белый конь · h5 чёрный ферзь · c4 белая пешка · d4 белая пешка · f4 белая пешка · g4 чёрный конь · d3 белый слон · e3 белая пешка · g3 белая пешка · a2 белая пешка · b2 белая пешка · e2 белый конь · g2 белый король · h2 чёрный слон · a1 белая ладья · c1 белый слон · d1 белый ферзь · f1 белая ладья | a8 чёрная ладья · c8 чёрный слон · f8 чёрная ладья · g8 чёрный король · a7 чёрная пешка · b7 чёрная пешка · d7 чёрный конь · g7 чёрная пешка · h7 чёрная пешка · c6 чёрная пешка · e6 чёрная пешка · d5 чёрная пешка · f5 чёрная пешка · g5 белый конь · h5 чёрный ферзь · c4 белая пешка · d4 белая пешка · f4 белая пешка · g4 чёрный конь · d3 белый слон · e3 белая пешка · g3 белая пешка · a2 белая пешка · b2 белая пешка · e2 белый конь · g2 белый король · h2 чёрный слон · a1 белая ладья · c1 белый слон · d1 белый ферзь · f1 белая ладья | a8 чёрная ладья · c8 чёрный слон · f8 чёрная ладья · g8 чёрный король · a7 чёрная пешка · b7 чёрная пешка · d7 чёрный конь · g7 чёрная пешка · h7 чёрная пешка · c6 чёрная пешка · e6 чёрная пешка · d5 чёрная пешка · f5 чёрная пешка · g5 белый конь · h5 чёрный ферзь · c4 белая пешка · d4 белая пешка · f4 белая пешка · g4 чёрный конь · d3 белый слон · e3 белая пешка · g3 белая пешка · a2 белая пешка · b2 белая пешка · e2 белый конь · g2 белый король · h2 чёрный слон · a1 белая ладья · c1 белый слон · d1 белый ферзь · f1 белая ладья | a8 чёрная ладья · c8 чёрный слон · f8 чёрная ладья · g8 чёрный король · a7 чёрная пешка · b7 чёрная пешка · d7 чёрный конь · g7 чёрная пешка · h7 чёрная пешка · c6 чёрная пешка · e6 чёрная пешка · d5 чёрная пешка · f5 чёрная пешка · g5 белый конь · h5 чёрный ферзь · c4 белая пешка · d4 белая пешка · f4 белая пешка · g4 чёрный конь · d3 белый слон · e3 белая пешка · g3 белая пешка · a2 белая пешка · b2 белая пешка · e2 белый конь · g2 белый король · h2 чёрный слон · a1 белая ладья · c1 белый слон · d1 белый ферзь · f1 белая ладья | 4 |
| 3 | a8 чёрная ладья · c8 чёрный слон · f8 чёрная ладья · g8 чёрный король · a7 чёрная пешка · b7 чёрная пешка · d7 чёрный конь · g7 чёрная пешка · h7 чёрная пешка · c6 чёрная пешка · e6 чёрная пешка · d5 чёрная пешка · f5 чёрная пешка · g5 белый конь · h5 чёрный ферзь · c4 белая пешка · d4 белая пешка · f4 белая пешка · g4 чёрный конь · d3 белый слон · e3 белая пешка · g3 белая пешка · a2 белая пешка · b2 белая пешка · e2 белый конь · g2 белый король · h2 чёрный слон · a1 белая ладья · c1 белый слон · d1 белый ферзь · f1 белая ладья | a8 чёрная ладья · c8 чёрный слон · f8 чёрная ладья · g8 чёрный король · a7 чёрная пешка · b7 чёрная пешка · d7 чёрный конь · g7 чёрная пешка · h7 чёрная пешка · c6 чёрная пешка · e6 чёрная пешка · d5 чёрная пешка · f5 чёрная пешка · g5 белый конь · h5 чёрный ферзь · c4 белая пешка · d4 белая пешка · f4 белая пешка · g4 чёрный конь · d3 белый слон · e3 белая пешка · g3 белая пешка · a2 белая пешка · b2 белая пешка · e2 белый конь · g2 белый король · h2 чёрный слон · a1 белая ладья · c1 белый слон · d1 белый ферзь · f1 белая ладья | a8 чёрная ладья · c8 чёрный слон · f8 чёрная ладья · g8 чёрный король · a7 чёрная пешка · b7 чёрная пешка · d7 чёрный конь · g7 чёрная пешка · h7 чёрная пешка · c6 чёрная пешка · e6 чёрная пешка · d5 чёрная пешка · f5 чёрная пешка · g5 белый конь · h5 чёрный ферзь · c4 белая пешка · d4 белая пешка · f4 белая пешка · g4 чёрный конь · d3 белый слон · e3 белая пешка · g3 белая пешка · a2 белая пешка · b2 белая пешка · e2 белый конь · g2 белый король · h2 чёрный слон · a1 белая ладья · c1 белый слон · d1 белый ферзь · f1 белая ладья | a8 чёрная ладья · c8 чёрный слон · f8 чёрная ладья · g8 чёрный король · a7 чёрная пешка · b7 чёрная пешка · d7 чёрный конь · g7 чёрная пешка · h7 чёрная пешка · c6 чёрная пешка · e6 чёрная пешка · d5 чёрная пешка · f5 чёрная пешка · g5 белый конь · h5 чёрный ферзь · c4 белая пешка · d4 белая пешка · f4 белая пешка · g4 чёрный конь · d3 белый слон · e3 белая пешка · g3 белая пешка · a2 белая пешка · b2 белая пешка · e2 белый конь · g2 белый король · h2 чёрный слон · a1 белая ладья · c1 белый слон · d1 белый ферзь · f1 белая ладья | a8 чёрная ладья · c8 чёрный слон · f8 чёрная ладья · g8 чёрный король · a7 чёрная пешка · b7 чёрная пешка · d7 чёрный конь · g7 чёрная пешка · h7 чёрная пешка · c6 чёрная пешка · e6 чёрная пешка · d5 чёрная пешка · f5 чёрная пешка · g5 белый конь · h5 чёрный ферзь · c4 белая пешка · d4 белая пешка · f4 белая пешка · g4 чёрный конь · d3 белый слон · e3 белая пешка · g3 белая пешка · a2 белая пешка · b2 белая пешка · e2 белый конь · g2 белый король · h2 чёрный слон · a1 белая ладья · c1 белый слон · d1 белый ферзь · f1 белая ладья | a8 чёрная ладья · c8 чёрный слон · f8 чёрная ладья · g8 чёрный король · a7 чёрная пешка · b7 чёрная пешка · d7 чёрный конь · g7 чёрная пешка · h7 чёрная пешка · c6 чёрная пешка · e6 чёрная пешка · d5 чёрная пешка · f5 чёрная пешка · g5 белый конь · h5 чёрный ферзь · c4 белая пешка · d4 белая пешка · f4 белая пешка · g4 чёрный конь · d3 белый слон · e3 белая пешка · g3 белая пешка · a2 белая пешка · b2 белая пешка · e2 белый конь · g2 белый король · h2 чёрный слон · a1 белая ладья · c1 белый слон · d1 белый ферзь · f1 белая ладья | a8 чёрная ладья · c8 чёрный слон · f8 чёрная ладья · g8 чёрный король · a7 чёрная пешка · b7 чёрная пешка · d7 чёрный конь · g7 чёрная пешка · h7 чёрная пешка · c6 чёрная пешка · e6 чёрная пешка · d5 чёрная пешка · f5 чёрная пешка · g5 белый конь · h5 чёрный ферзь · c4 белая пешка · d4 белая пешка · f4 белая пешка · g4 чёрный конь · d3 белый слон · e3 белая пешка · g3 белая пешка · a2 белая пешка · b2 белая пешка · e2 белый конь · g2 белый король · h2 чёрный слон · a1 белая ладья · c1 белый слон · d1 белый ферзь · f1 белая ладья | a8 чёрная ладья · c8 чёрный слон · f8 чёрная ладья · g8 чёрный король · a7 чёрная пешка · b7 чёрная пешка · d7 чёрный конь · g7 чёрная пешка · h7 чёрная пешка · c6 чёрная пешка · e6 чёрная пешка · d5 чёрная пешка · f5 чёрная пешка · g5 белый конь · h5 чёрный ферзь · c4 белая пешка · d4 белая пешка · f4 белая пешка · g4 чёрный конь · d3 белый слон · e3 белая пешка · g3 белая пешка · a2 белая пешка · b2 белая пешка · e2 белый конь · g2 белый король · h2 чёрный слон · a1 белая ладья · c1 белый слон · d1 белый ферзь · f1 белая ладья | 3 |
| 2 | a8 чёрная ладья · c8 чёрный слон · f8 чёрная ладья · g8 чёрный король · a7 чёрная пешка · b7 чёрная пешка · d7 чёрный конь · g7 чёрная пешка · h7 чёрная пешка · c6 чёрная пешка · e6 чёрная пешка · d5 чёрная пешка · f5 чёрная пешка · g5 белый конь · h5 чёрный ферзь · c4 белая пешка · d4 белая пешка · f4 белая пешка · g4 чёрный конь · d3 белый слон · e3 белая пешка · g3 белая пешка · a2 белая пешка · b2 белая пешка · e2 белый конь · g2 белый король · h2 чёрный слон · a1 белая ладья · c1 белый слон · d1 белый ферзь · f1 белая ладья | a8 чёрная ладья · c8 чёрный слон · f8 чёрная ладья · g8 чёрный король · a7 чёрная пешка · b7 чёрная пешка · d7 чёрный конь · g7 чёрная пешка · h7 чёрная пешка · c6 чёрная пешка · e6 чёрная пешка · d5 чёрная пешка · f5 чёрная пешка · g5 белый конь · h5 чёрный ферзь · c4 белая пешка · d4 белая пешка · f4 белая пешка · g4 чёрный конь · d3 белый слон · e3 белая пешка · g3 белая пешка · a2 белая пешка · b2 белая пешка · e2 белый конь · g2 белый король · h2 чёрный слон · a1 белая ладья · c1 белый слон · d1 белый ферзь · f1 белая ладья | a8 чёрная ладья · c8 чёрный слон · f8 чёрная ладья · g8 чёрный король · a7 чёрная пешка · b7 чёрная пешка · d7 чёрный конь · g7 чёрная пешка · h7 чёрная пешка · c6 чёрная пешка · e6 чёрная пешка · d5 чёрная пешка · f5 чёрная пешка · g5 белый конь · h5 чёрный ферзь · c4 белая пешка · d4 белая пешка · f4 белая пешка · g4 чёрный конь · d3 белый слон · e3 белая пешка · g3 белая пешка · a2 белая пешка · b2 белая пешка · e2 белый конь · g2 белый король · h2 чёрный слон · a1 белая ладья · c1 белый слон · d1 белый ферзь · f1 белая ладья | a8 чёрная ладья · c8 чёрный слон · f8 чёрная ладья · g8 чёрный король · a7 чёрная пешка · b7 чёрная пешка · d7 чёрный конь · g7 чёрная пешка · h7 чёрная пешка · c6 чёрная пешка · e6 чёрная пешка · d5 чёрная пешка · f5 чёрная пешка · g5 белый конь · h5 чёрный ферзь · c4 белая пешка · d4 белая пешка · f4 белая пешка · g4 чёрный конь · d3 белый слон · e3 белая пешка · g3 белая пешка · a2 белая пешка · b2 белая пешка · e2 белый конь · g2 белый король · h2 чёрный слон · a1 белая ладья · c1 белый слон · d1 белый ферзь · f1 белая ладья | a8 чёрная ладья · c8 чёрный слон · f8 чёрная ладья · g8 чёрный король · a7 чёрная пешка · b7 чёрная пешка · d7 чёрный конь · g7 чёрная пешка · h7 чёрная пешка · c6 чёрная пешка · e6 чёрная пешка · d5 чёрная пешка · f5 чёрная пешка · g5 белый конь · h5 чёрный ферзь · c4 белая пешка · d4 белая пешка · f4 белая пешка · g4 чёрный конь · d3 белый слон · e3 белая пешка · g3 белая пешка · a2 белая пешка · b2 белая пешка · e2 белый конь · g2 белый король · h2 чёрный слон · a1 белая ладья · c1 белый слон · d1 белый ферзь · f1 белая ладья | a8 чёрная ладья · c8 чёрный слон · f8 чёрная ладья · g8 чёрный король · a7 чёрная пешка · b7 чёрная пешка · d7 чёрный конь · g7 чёрная пешка · h7 чёрная пешка · c6 чёрная пешка · e6 чёрная пешка · d5 чёрная пешка · f5 чёрная пешка · g5 белый конь · h5 чёрный ферзь · c4 белая пешка · d4 белая пешка · f4 белая пешка · g4 чёрный конь · d3 белый слон · e3 белая пешка · g3 белая пешка · a2 белая пешка · b2 белая пешка · e2 белый конь · g2 белый король · h2 чёрный слон · a1 белая ладья · c1 белый слон · d1 белый ферзь · f1 белая ладья | a8 чёрная ладья · c8 чёрный слон · f8 чёрная ладья · g8 чёрный король · a7 чёрная пешка · b7 чёрная пешка · d7 чёрный конь · g7 чёрная пешка · h7 чёрная пешка · c6 чёрная пешка · e6 чёрная пешка · d5 чёрная пешка · f5 чёрная пешка · g5 белый конь · h5 чёрный ферзь · c4 белая пешка · d4 белая пешка · f4 белая пешка · g4 чёрный конь · d3 белый слон · e3 белая пешка · g3 белая пешка · a2 белая пешка · b2 белая пешка · e2 белый конь · g2 белый король · h2 чёрный слон · a1 белая ладья · c1 белый слон · d1 белый ферзь · f1 белая ладья | a8 чёрная ладья · c8 чёрный слон · f8 чёрная ладья · g8 чёрный король · a7 чёрная пешка · b7 чёрная пешка · d7 чёрный конь · g7 чёрная пешка · h7 чёрная пешка · c6 чёрная пешка · e6 чёрная пешка · d5 чёрная пешка · f5 чёрная пешка · g5 белый конь · h5 чёрный ферзь · c4 белая пешка · d4 белая пешка · f4 белая пешка · g4 чёрный конь · d3 белый слон · e3 белая пешка · g3 белая пешка · a2 белая пешка · b2 белая пешка · e2 белый конь · g2 белый король · h2 чёрный слон · a1 белая ладья · c1 белый слон · d1 белый ферзь · f1 белая ладья | 2 |
| 1 | a8 чёрная ладья · c8 чёрный слон · f8 чёрная ладья · g8 чёрный король · a7 чёрная пешка · b7 чёрная пешка · d7 чёрный конь · g7 чёрная пешка · h7 чёрная пешка · c6 чёрная пешка · e6 чёрная пешка · d5 чёрная пешка · f5 чёрная пешка · g5 белый конь · h5 чёрный ферзь · c4 белая пешка · d4 белая пешка · f4 белая пешка · g4 чёрный конь · d3 белый слон · e3 белая пешка · g3 белая пешка · a2 белая пешка · b2 белая пешка · e2 белый конь · g2 белый король · h2 чёрный слон · a1 белая ладья · c1 белый слон · d1 белый ферзь · f1 белая ладья | a8 чёрная ладья · c8 чёрный слон · f8 чёрная ладья · g8 чёрный король · a7 чёрная пешка · b7 чёрная пешка · d7 чёрный конь · g7 чёрная пешка · h7 чёрная пешка · c6 чёрная пешка · e6 чёрная пешка · d5 чёрная пешка · f5 чёрная пешка · g5 белый конь · h5 чёрный ферзь · c4 белая пешка · d4 белая пешка · f4 белая пешка · g4 чёрный конь · d3 белый слон · e3 белая пешка · g3 белая пешка · a2 белая пешка · b2 белая пешка · e2 белый конь · g2 белый король · h2 чёрный слон · a1 белая ладья · c1 белый слон · d1 белый ферзь · f1 белая ладья | a8 чёрная ладья · c8 чёрный слон · f8 чёрная ладья · g8 чёрный король · a7 чёрная пешка · b7 чёрная пешка · d7 чёрный конь · g7 чёрная пешка · h7 чёрная пешка · c6 чёрная пешка · e6 чёрная пешка · d5 чёрная пешка · f5 чёрная пешка · g5 белый конь · h5 чёрный ферзь · c4 белая пешка · d4 белая пешка · f4 белая пешка · g4 чёрный конь · d3 белый слон · e3 белая пешка · g3 белая пешка · a2 белая пешка · b2 белая пешка · e2 белый конь · g2 белый король · h2 чёрный слон · a1 белая ладья · c1 белый слон · d1 белый ферзь · f1 белая ладья | a8 чёрная ладья · c8 чёрный слон · f8 чёрная ладья · g8 чёрный король · a7 чёрная пешка · b7 чёрная пешка · d7 чёрный конь · g7 чёрная пешка · h7 чёрная пешка · c6 чёрная пешка · e6 чёрная пешка · d5 чёрная пешка · f5 чёрная пешка · g5 белый конь · h5 чёрный ферзь · c4 белая пешка · d4 белая пешка · f4 белая пешка · g4 чёрный конь · d3 белый слон · e3 белая пешка · g3 белая пешка · a2 белая пешка · b2 белая пешка · e2 белый конь · g2 белый король · h2 чёрный слон · a1 белая ладья · c1 белый слон · d1 белый ферзь · f1 белая ладья | a8 чёрная ладья · c8 чёрный слон · f8 чёрная ладья · g8 чёрный король · a7 чёрная пешка · b7 чёрная пешка · d7 чёрный конь · g7 чёрная пешка · h7 чёрная пешка · c6 чёрная пешка · e6 чёрная пешка · d5 чёрная пешка · f5 чёрная пешка · g5 белый конь · h5 чёрный ферзь · c4 белая пешка · d4 белая пешка · f4 белая пешка · g4 чёрный конь · d3 белый слон · e3 белая пешка · g3 белая пешка · a2 белая пешка · b2 белая пешка · e2 белый конь · g2 белый король · h2 чёрный слон · a1 белая ладья · c1 белый слон · d1 белый ферзь · f1 белая ладья | a8 чёрная ладья · c8 чёрный слон · f8 чёрная ладья · g8 чёрный король · a7 чёрная пешка · b7 чёрная пешка · d7 чёрный конь · g7 чёрная пешка · h7 чёрная пешка · c6 чёрная пешка · e6 чёрная пешка · d5 чёрная пешка · f5 чёрная пешка · g5 белый конь · h5 чёрный ферзь · c4 белая пешка · d4 белая пешка · f4 белая пешка · g4 чёрный конь · d3 белый слон · e3 белая пешка · g3 белая пешка · a2 белая пешка · b2 белая пешка · e2 белый конь · g2 белый король · h2 чёрный слон · a1 белая ладья · c1 белый слон · d1 белый ферзь · f1 белая ладья | a8 чёрная ладья · c8 чёрный слон · f8 чёрная ладья · g8 чёрный король · a7 чёрная пешка · b7 чёрная пешка · d7 чёрный конь · g7 чёрная пешка · h7 чёрная пешка · c6 чёрная пешка · e6 чёрная пешка · d5 чёрная пешка · f5 чёрная пешка · g5 белый конь · h5 чёрный ферзь · c4 белая пешка · d4 белая пешка · f4 белая пешка · g4 чёрный конь · d3 белый слон · e3 белая пешка · g3 белая пешка · a2 белая пешка · b2 белая пешка · e2 белый конь · g2 белый король · h2 чёрный слон · a1 белая ладья · c1 белый слон · d1 белый ферзь · f1 белая ладья | a8 чёрная ладья · c8 чёрный слон · f8 чёрная ладья · g8 чёрный король · a7 чёрная пешка · b7 чёрная пешка · d7 чёрный конь · g7 чёрная пешка · h7 чёрная пешка · c6 чёрная пешка · e6 чёрная пешка · d5 чёрная пешка · f5 чёрная пешка · g5 белый конь · h5 чёрный ферзь · c4 белая пешка · d4 белая пешка · f4 белая пешка · g4 чёрный конь · d3 белый слон · e3 белая пешка · g3 белая пешка · a2 белая пешка · b2 белая пешка · e2 белый конь · g2 белый король · h2 чёрный слон · a1 белая ладья · c1 белый слон · d1 белый ферзь · f1 белая ладья | 1 |
|   | a | b | c | d | e | f | g | h |   |

1. d4 f5 2. c4 Кf6 3. Кc3 e6 4. Кf3 d5 5. e3 c6 6. Сd3 Сd6 7. 0-0 0-0 8. Кe2
Логичнее было 8. b3 и затем Сb2.
8…Кbd7 9. Кg5
Рискованный ход; белые хотят сыграть f2-f4, закрыв слона. Мой оппонент около получаса думал над этим ходом и просчитал все на несколько ходов вперед. Но я видел на один ход дальше.
9…С:h2+! 10. Крh1 Кg4 11. f4 Фe8 12. g3 Фh5 13. Крg2 (см. диаграмму)
13… Сg1!! 14. К:g1
Если взять слона королем, либо ладьей, белые получают мат, поэтому взятие конем вынужденное.
14… Фh2+ 15. Крf3 e5!!
Под угрозой мата белые должны делать следующие ходы:
16. de Кd: e5+ 17. fe К:e5+ 18. Крf4 Кg6+ 19. Крf3 f4!!
Вырисовывается мат 20…Кe5×.
20. ef Сg4+ 21. Кр: g4 Кe5+! 22. fe h5×